# Dagsrevyen
Dagsrevyen er en norsk nyhedsudsendelse, der sendes dagligt kl. 19 på NRK1. Programmet omtales ofte som NRK's tv-flagskib. Dagsrevyen er en del af NRK-afdelingen NRK Nyheter med medarbejdere over hele landet samt en række korrespondenter i udlandet. Redaktionen holder til i Nyhetshuset på Marienlyst i Oslo, og udsendelserne afvikles fra Studio 5 i Fjernsynshuset.
Programmet sendes som Lørdagsrevyen og Søndagsrevyen på henholdsvis lørdage og søndage. Disse udsendelser går mere i dybden med længere reportager end på hverdage. Søndag er der fokus på udenrigsstof.
Dagsrevyen havde i mange år en varighed på 30 minutter hver dag, men fra 4. januar 2010 blev den udvidet til 45 minutter fra lørdag - torsdag, mens varigheden fortsat er 30 min. på fredage. Dagsrevyen blev tildelt hædersprisen under Gullruten 2019 efter at have fejret 60 år med sendinger nogle måneder tidligere.
I takt med ændrede medieforbrugsvaner, er programmets seertal faldet støt efter årtusindeskiftet. I 2003 havde programmet i gennemsnit 865.000 seere, hvilket i 2018 var faldet  til 568.000.
Programmet blev sendt første gang i 2. december 1958.